# Rui Bebiano

Rui Manuel Bebiano do Nascimento (Castanheira de Pera, 24 de novembro de 1952), geralmente conhecido como Rui Bebiano, é historiador, autor e professor, na situação de aposentado, de história cultural e política moderna, contemporânea e do tempo presente na Faculdade de Letras da Universidade de Coimbra, e também investigador associado do Centro de Estudos Sociais. A sua área de investigação é a história política e dos movimentos culturais desde a década de 1950 até à atualidade, em particular no que respeita ao papel dos intelectuais e das ideias, das representações da utopia, dos processos de exclusão e silenciamento, e ainda das relações entre história e memória. Em 1997 recebeu o Prémio de Defesa Nacional, atribuído pelo Ministério da Defesa. Entre 2011 e 2023 foi diretor do Centro de Documentação 25 de Abril da Universidade de Coimbra. É ainda, desde 1970, colaborador regular da imprensa periódica com artigos em áreas como a crítica de livros, a história das ideias e da cultura, a cibercultura, a divulgação do conhecimento, a opinião cidadã e a criação literária. Mantém também, desde 1971, atividade cívica pública constante no campo do ideário progressista e de combate pela liberdade, pela cultura e pela justiça social.

## Publicações principais
- Labirinto de Outubro. Cem Anos de Revolução e Dissidência. Lisboa, Edições 70 - 2020
- Tony Judt - historiador e intelectual público. Lisboa, Edições 70 - 2017
- Outubro. Coimbra, Angelus Novus - 2009
- Do Activismo à Indiferença. Movimentos Estudantis em Coimbra. Lisboa, Imprensa de Ciências Sociais - 2007
- O Poder da Imaginação. Juventude, Rebeldia e Resistência nos Anos 60. Coimbra, Angelus Novus - 2003
- Folhas Voláteis. Crónicas digitais. Coimbra, Angelus Novus - 2001
- A Pena de Marte. Escrita da Guerra em Portugal e na Europa (sécs. XVI-XVIII). Coimbra, Minerva Editora - 2000
- D. João V. Poder e Espetáculo. Aveiro, Estante - 1987

Alguns artigos académicos
- "A urgência da descolonização e o Verão Quente africano", Somos Livros. Lisboa, Bertrand, nos 40, pp. 16-20 - 2025
- "Fraturas e persistências num tempo de transição cultural (1958-1986)", Pensar o Jornalismo [com Mário Mesquita] Nos 30 anos de ensino do jornalismo na Universidade de Coimbra, Coimbra, Imprensa da Universidade de Coimbra, pp. 37-66 - 2025
- "Cultura juvenil, combate à ditadura e heroismo no final do regime", Resistencia Juvenil, Ditaduras y Políticas de Memoria, Buenos Aires, CLACSO/CES, pp. 41-54 - 2025
- "Argel: cidade global de exílio, resistência e luta anticolonial", Revista Crítica de Ciências Sociais. No. 35, pp. 791-100 - 2024
- "Um olhar interventivo sobre os dilemas do presente", Debater a Europa. Nº 28, pp. 15-22 - 2024
- "História, memória e esquecimento da cultura de oposição ao Estado Novo", A História na Era da (Des)Informação. Braga, Universidade Católica Editora, pp. 155-174 - 2023
- "O século de Outubro, o papel dos intelectuais e a hipótese revolucionária", Estudos do Século XX, vol. 23, pp. 37-53 - 2023
- "Mar Negro: uma história em movimento", Meridional, nº 2, pp. 30-57 - 2022
- "Hayden White e o problema da narrativa", Práticas da História, nº 6, pp. 41-50 - 2018
- "Os “fatores subjetivos” da revolução nas vésperas do 25 de Abril", Atas do I Congresso da História do Movimento Operário e dos Movimentos Sociais em Portugal, Lisboa, IHC, pp. 266-274 - 2016
- "Memória da resistência ao Estado Novo num tempo sem tempo para a memória", Resistência e/y Memória. Perspectivas Ibero-Americanas, Lisboa, IHC, pp. 41-47 - 2015
- "Estudantes em movimento: uma tipologia localizada da reivindicação", Vírus. Passado e Presente das Lutas Estudantis, nº 12, pp. 3-8 - 2011
- "’Povo pop’, mudança cultural e dissensão", Como Se Faz Um Povo. Ensaios em História Contemporânea de Portugal. Lisboa, Tinta da China, pp. 441-454 - 2010
- "O combate pela dignidade na memória do Gulag", LER, nº 85, pp. 70-73 - 2009
- "A reidentificação do feminino e a polémica sobre a "Carta a uma Jovem Portuguesa" (com Alexandra Silva), Revista de História das Ideias, vol. 25, pp. 423-454 - 2004
- "A cidade e a memória na intervenção estudantil em Coimbra", Revista Crítica de Ciências Sociais, nº 66, pp. 151-163 - 2003
- "Os olhos de Lippe. Guerra e mentalidade em Portugal no tempo de Pombal", O Século XVIII e o Marquês de Pombal. Oeiras, Câmara Municipal - 2001
- "A ferro e fogo. O lugar das armas na expansão portuguesa", Revista de História das Ideias, vol. 14, pp. 195-232 - 1992
- "Elementos de um Barroco Militar", Revista de História das Ideias, vol. 11, pp. 113-127 - 1989
- "A Segunda Vida da História Política", Ensino da História, no. 5-6, pp. 50-54 - 1988
- "Mecanismos Disciplinares do Exército Português (sécs. XVII-XVIII)", Arqueologia do Estado. Lisboa, História & Crítica, vol. 2, pp. 1041-1058 - 1988
- "D. João V, Rei-Sol", Revista de História das Ideias, vol. 8, pp. 111-121 - 1986
- "O 1º Centenário Pombalino (1882). Contributo para a sua compreensão histórica", Revista de História das Ideias, vol. 4, pp. 381-428 - 1982

###### Principais livros em co-autoria
- Ricarco Correia, Rui Bebiano, Cartas de Guerra, Aerograma Liberdade e Glossário, Vila Nova de Famalicão, Edições Húmus - 2024
- Revolution and (Post)War, 1917-1922. Spring and Autumn in Europe and the World. Ed. Carla Isabel Serrano e Sérgio Neto. London, Routledge - 2023
- Dicionário de História de Portugal. O 25 de Abril, dir. António Reis, Maria Inácia Rezzola e Paula Borges Santos, diversos volumes. Porto, Figueirinhas - 2018
- António Louçã; Constantino Piçarra; Fernando Rosas; Francisco Louçã; José Manuel Lopes Cordeiro; Miguel Pérez Suaréz; Rui Bebiano; Thaiz Senna, Revolução Russa: 100 anos depois. Lisboa, Parsifal - 2017
- José Neves; André Barata; Fernando Rosas; Maria Alice Samara; Miguel Cardina; Rui Bebiano; e outros. Álvaro Cunhal. Política, História e Estética. Lisboa, Tinta-da-China - 2013
- Béata Cieszyńska; José Eduardo Franco; Carlos Gaspar; Rui Bebiano; e outros. Holodomor. A Desconhecida Tragédia Ucraniana (1932-1933). Coimbra, Grácio Editor - 2013
- Ernesto Castro Leal; José Pedro Zúquete; Rui Bebiano; e outros.  Grandes Chefes da História de Portugal. Lisboa, Texto - 2012
- Dicionário das Crises e das Alternativas, ob. coletiva. Coimbra, Livraria Almedina – Centro de Estudos Sociais - 2012
- José Neves; Luís Trindade; Rui Bebiano; e outros. Como Se Faz Um Povo. Ensaios em História Contemporânea de Portugal. Lisboa, Tinta-da-China - 2010
- Elísio Estanque; Rui Bebiano. Do Activismo à Indiferença. Movimentos Estudantis em Coimbra. Lisboa, Imprensa de Ciências Sociais - 2007
- Maria Manuela Cruzeiro; Rui Bebiano. Anos Inquietos. Vozes do Movimento Estudantil em Coimbra (1961-1974). Porto, Afrontamento - 2006
- Nova História Militar de Portugal. Dir. de M. Themudo Barata e Nuno Severiano Teixeira; Coordenação de José Mattoso. Lisboa, Círculo de Leitores - 2003
- História de Portugal, dir. A. H. Oliveira Marques e Joel Serrão, vol. VII, coord. Avelino Menezes, Lisboa, Presença - 2001
- Carlos Leone; Rui Bebiano; Hermínio Martins; Rogério Santos; Carlos Vidal. Rumo ao cibermundo? Oeiras, Celta - 2000
- História de Portugal, dir. José Mattoso, vol. V, coord. Luís Reis Torgal e João Lourenço Roque. Lisboa, Círculo de Leitores - 1993
- Dicionário de Arte Barroca em Portugal, dir. José Fernandes Pereira. Lisboa, Presença - 1989